# Вест-Герлі (Нью-Йорк)
Вест-Герлі (англ. West Hurley) — переписна місцевість (CDP) в США, в окрузі Ольстер штату Нью-Йорк. Населення — 1917 осіб (2020).

## Географія
Вест-Герлі розташований за координатами 42°0′30″ пн. ш. 74°6′34″ зх. д. / 42.00833° пн. ш. 74.10944° зх. д. (42.008400, -74.109377).  За даними Бюро перепису населення США в 2010 році переписна місцевість мала площу 9,81 км², з яких 9,81 км² — суходіл та 0,00 км² — водойми.

## Демографія
Згідно з переписом 2010 року, у переписній місцевості мешкало 1939 осіб у 888 домогосподарствах у складі 558 родин. Густота населення становила 198 осіб/км².  Було 1019 помешкань (104/км²).
Расовий склад населення:
| - 94,4 % — білих - 2,0 % — чорних або афроамериканців - 1,8 % — азіатів |

До двох чи більше рас належало 1,3 %. Частка іспаномовних становила 2,3 % від усіх жителів.
За віковим діапазоном населення розподілялося таким чином: 17,1 % — особи молодші 18 років, 59,2 % — особи у віці 18—64 років, 23,7 % — особи у віці 65 років та старші. Медіана віку мешканця становила 52,4 року. На 100 осіб жіночої статі у переписній місцевості припадало 84,7 чоловіків;  на 100 жінок у віці від 18 років та старших — 84,0 чоловіків також старших 18 років.
Середній дохід на одне домашнє господарство  становив 78 835 доларів США (медіана — 54 656), а середній дохід на одну сім'ю — 82 827 доларів (медіана — 75 000). За межею бідності перебувало 8,1 % осіб, у тому числі 11,0 % дітей у віці до 18 років та 1,4 % осіб у віці 65 років та старших.
Цивільне працевлаштоване населення становило 962 особи. Основні галузі зайнятості: освіта, охорона здоров'я та соціальна допомога — 34,1 %, роздрібна торгівля — 19,2 %, транспорт — 9,3 %, науковці, спеціалісти, менеджери — 8,9 %.